# Дупнишка котловина
Дупнишка котловина (от 1949 до 1992 г. Станкедимитровска котловина) е котловина в Западна България, в поречието на река Струма, в Област Кюстендил, част от Краищенско-Тунджанската физико-географската зона.

## Географска характеристика

### Географско полжение, граници, големина
Котловината е разположена между планините Рила на югоизток, Верила на североизток, Гологлавските височини и  най-южните части (Поглед планина) на Конявска планина на запад и северозапад и най-северните части (Руенска планина) на планината Влахина на югозапад. На север в района на село Делян чрез седловина висока 710 m се свързва с Радомирската котловина, на изток чрез Клисурската седловина (1025 m) – със Самоковската котловина, на запад с историко- и физикогеографската област Разметаница, а чрез Скринският пролом на река Струма – с Кюстендилската котловина. На юг късият и широк Кочериновски пролом на Струма я свързва с Благоевградската котловина.

### Деление, релеф, геоложки строеж
Има неправилна форма наподобяваща изпъкнала на северозапад дъга с дължина около 40 км и максимална ширина в северната част до 10 km. От Дренския рид при град Дупница се дели на Горно и Долно Дупнишко поле. Горното Дупнишко поле се характеризира с добре очертана котловинна основа с посока на простиране от запад на изток между Гологлавските височини на Конявска планина на запад, Верила на север и североизток и Рила на юг. То е запълнено с алувиални наслаги, а периферията му е покрита от пролувиални наносни конуси. На юг откъм Рила е оградено от стръмен разседен склон. Там при град Сапарева баня блика най-горещият минерален извор в България с температура от 101,4 °C. Средната му надморска височина е 520 – 700 m. Долното Дупнишко поле има посока на простиране от север на юг между Рила на изток, Руенска планина на запад и Поглед планина на северозапад. Основата му е хълмиста, разчленена и с долинни разширения – Бобошевското и Кочериновското поле. Рилското подножие е изградено от плиоценски и старокватернерни алувиално-пролувиални наслаги, разчленени от дълбоки долове и ровини. Средната му надморска височина е 400 – 500 m.

### Климат, води, почви
Климатът в Горното Дупнишко поле и в по-високите места, по периферията с околните планински масиви е умереноконтинентален, с по-чести температурни инверсии, а на юг от град Дупница заради по-ясно изразеното средиземноморско влияние по долините на реките Джерман и Струма - преходноконтинентален. Средната годишна температура е 11,1 °C, средната януарска -0,4 °C и средна юлска 20,1 °C. Абсолютна минимална температури -30 °C, а абсолютна максимални 39,3 °C. Годишната сума на валежите е 656 mm. Котловината се отводнява от река Струма и нейните притоци Джерман (с притоците си Джубрена, Тополница и Бистрица), Разметаница, Копривен, Рилска река и др. На река Дяковска (десен приток на Тополница) е изграден язовир „Дяково“ (в експлоатация от 1973 г.). Характерните почви за котловината са излужените и ерозирани канелени горски и алувиално-ливадните почви. Климатичните и почвените условия благопиятстват отглеждането на тютюн, овощия, лозя и развитие на животновъдството.

## Селища
В котловината и по нейната периферия с оградните планини са разположени 4 града Бобошево, Дупница, Кочериново и Сапарева баня и 28 села: Баланово, Бараково, Бистрица, Блажиево, Блатино, Боровец, Бураново, Делян, Джерман, Драгодан, Дяково, Крайници, Кременик, Крумово, Мурсалево, Овчарци, Пиперево, Пороминово, Ресилово, Самораново, Сапарево, Слатино, Сопово, Стоб, Тополница, Усойка, Червен брег и Яхиново.

## Транспорт
От север на юг, от село Делян до град Дупница, на протежение от 15,4 км преминава участък от новопостроената и пусната в експлоатация автомагистрала „Струма“.
Освен нея през котловината в различни направления преминават участъци от още 4 пътя от Държавната пътна мрежа:
- От север на юг по цялото ѝ простиране, от село Делян до град Кочериново, на протежение от 39,5 км – участък от първокласен път I-1 Видин – София – Благоевград – ГКПП „Кулата“.
- От запад на изток, от град Дупница до град Сапарева баня, на протежение от 22,6 км – участък от второкласен път II-62 Кюстендил – Дупница – Самоков.
- В южната ѝ част, от път I-1 до град Бобошево, на протежение от 4 км – участък от третокласен път III-104 Слатино – Бобошево – Четирци.
- В най-южната ѝ част, през Кочериновското поле, на протежение от 5,6 км – участък от третокласен път III-107 Кочериново – Рилски манастир.

## Топографска карта
- Лист от карта K-34-59. Мащаб: 1 : 100 000.
- Лист от карта K-34-71. Мащаб: 1 : 100 000.